# Mitridatske vojne
Mitridatske vojne, oboroženi spopadi med Rimsko republiko in Pontskim kraljestvom in njegovimi zavezniki na ozemlju Grčije, Male Azije in Bližnjega Vzhoda od leta 88 do 63 pr. n. št.. Ime so dobile po pontskem kralju Mitridatu VI. Vzrok zanje so bili Mitridatovi poskusi, da bi svoje kraljestvo razširil na ozemlje, ki je bilo v rimski interesni sferi, pa tudi nezadovoljstvo tamkajšnjih prebivalcev z rimsko oblastjo. Vojne so bile dolge in izčrpavajoče. Končale so se z zmago Rima in razširitvijo njegove hegemonije na Malo Azijo, Sirijo, Levant in Armenijo. Dolgoročne posledice vojn so prizadele tudi Rim, kjer so postale povod za strankarske spore, ki so prerasli v državljanske vojne. Nagel priliv bogastva in vpliv  brezobzirnih posameznikov je privedel do postopnega izginjanja republike in njene pretvorbe v cesarstvo.
- Prva mitridatska vojna  (88–84 pr. n. št.). Rimskim legijam so poveljevali Lucij Kornelij Sula, Lucij Valerij Flak in Gaj Flavij Fimbrija. Pomembni sta bili bitki pri Heroneji in Orhomenu leta 86 pr. n. št.. Vojna se je končala z rimsko zmago in podpisom Dardanske mirovne pogodbe leta 85. pr. n. št..

- Druga mitridatska vojna (83–81 pr. n. št.). Rimski vojski je poveljeval Lucij Licinij Murena. Vojna se končala z rimskim porazom in umikom in sklenitvijo sporazuma, ki je priznal status quo ante bellum.

- Tretja mitridatska vojna (75–63 pr. n. št.). Rimski vojski je od leta 75 do 66 pr. n. št. poveljeval  Lucij Licinij Lukul, od leta 66 do 63 pr. n. št. pa Gnej Pompej, Poznan tudi kot Pompej Veliki. Vojna se je končala s prepričljivo rimsko zmago in smrtjo (morda samomorom) Mitridata VI. leta 63 pr. n. št..

Vojska Pontskega kraljestva je bila uničena, Rimljani pa so utrdili svojo oblast v Mali Aziji.

## Etimologija
Bellum Mithridaticum ('Mitridatska vojna') se je v uradnih rimskih krogih nanašal na mandat ali pooblastilo, ki ga je izdal rimski senat leta 88 pr. n. št. in s katerim je napovedal vojno proti Mitridatu. Sprva je bil izročen konzulom, vendar se ni končal vse do Mitridatove smrti ali senatne razglasitve njegovega konca. Ker v nalogu ni bilo prekinitev do Mitridatove smrti leta 63 pr. n. št., je uradno obstajala samo ena Mitridatska vojna.
Kasneje so zgodovinarji opazili, da se je vodenje vojne razdelilo na tri logične pododdelke. Nekateri so te pododdelke začeli imenovati 'prva', 'druga' in 'tretja' v istih besedilih, v katerih so izraz uporabljali v ednini. Ker je Rimska republika zbledela iz splošnega spomina, prvotni pravni pomen ni bil prepoznan. Nekaj zgodovinarjev je dogodke pred napovedjo vojne vključilo v vojno.
Danes se lahko pod njo vključi vse, kar je povezano z vojno. Zato se izraz 'prva mitridatska vojna' razširja na vojne med državami Male Azije ter rimsko podporo ali pomanjkanje le-te za stranke teh vojn. Uradniki, ki so nudili to podporo, so delovali pod drugimi mandati senata; storiti karkoli, kar ni bilo pooblaščeno, je pomenilo tveganje kazenskih obtožb doma.

## Vojne

### Predigra
Mitridatske vojne so bile posledica Mitridatovega združevanja sosednjih kraljestev v njegovo kraljestvo, čemur je nasprotoval Rim. Mitridat je vključil Kapadoško kraljestvo tako, da je svojo sestro poročil z njegovim kraljem, preden ga je ubil in na prestol postavil svojega mladega nečaka Ariarata IX kot marionetnega vladarja. Mitridat je podprl rivalskega pretendenta na prestol Bitinije Sokrata Hresta, kot še enega marionetnega vladarja, potem ko je strmoglavil svojega polbrata Nikomeda IV. Rivalni pretendenti na te prestole so pobegnili v rimski senat, da bi tam predstavili svoje primere glede dednih sporov in vpliva Ponta v njihovih kraljestvih. Ariobarzan, kapadoški plemič, je prav tako predstavil svoj primer proti Ariaratu IX. in bil izbran za senatno potrjenega kralja Kapadokije. Senatska delegacija je bila poslana na vzhod, da bi zamenjala Mitridatove kralje z rimskimi.
Ta delegacija, Akvilijeva legacija, je bila poslana iz Rima poleti 90 pr. n. št., da bi postavila rimske podpornike na prestola Bitinije in Kapadokijea. Legacijo je vodil Manij Akvilij, ugleden politik, ki je pred tem služil kot konzul leta 129 pr. n. št. Legacija je pridobila vojsko Kasija, guvernerja rimske province Azije. Mitridat ni nasprotoval rimski legaciji in do jeseni 90 pr. n. št. sta bila Nikomed IV. in Ariobarzan I. postavljena za kralja svojih držav brez kakršnih koli bojev. Ko je bil njihov cilj dosežen, je legacija odšla naslednjo zimo. Preden je legacija odšla, pa je Akvilij pozval kralje, naj napadejo Mitridata, da bi poplačali posojila, ki so jih prej vzeli za podkupovanje senatorjev pri podpori njihovih zahtev.
Nikomed IV. je začel sovražnosti z Mitridatom leta 90 pr. n. št., skoraj takoj po tem, ko je bil postavljen za kralja Bitinije. Nikomed je spomladi leta 89 pr. n. št. začel vpade na pontsko ozemlje, kar je Mitridata spodbudilo, da je poslal delegate v Rim kot odgovor na napade rimske odvisne države. Rim je odgovoril, da Bitinija ne bi smela vpadati v Pont, vendar Mitridatu ni dovolil napasti Bitinije v povračilo.
Poleti leta 89 pr. n. št. je Mitridat vodil vojsko v Kapadokijo, da bi odstranil rimskega Ariobarzana I. in zasedel kraljestvo. Ta vojaška akcija je bila v nasprotju s tem, kar je uveljavila Akvilijeva legacija, in je bila uporabljena kot opravičilo za vojno proti Mitridatu in Pontu, s čimer se je začela vojna med Rimom in Pontom.

### Prva
Prva mitridatska vojna (89–85 pr. n. št.) je izbruhnila, ker je Mitridat poslal vojsko v Kapadokijo, rimsko zaveznico, da bi odstranil njenega kralja, ki ga je podpiral senat. Rim je bil zaposlen z zavezniško vojno (91–87 pr. n. št.) in je počasi usmerjal sile proti vzhodu, da bi ustavil Mitridata. Eden od konzulov za to leto, Sula, je bil poslan s petimi legijami po 18 mesecih priprav leta 87 pr. n. št., kar je bila prva večja sila, ki jo je Rim poslal od začetka vojne.
Leta 89 pr. n. št. je Mitridat po zasedbi Kapadokije nadaljeval v Bitinijo, kjer je premagal Nikomeda IV. in zasedel kraljestvo. Po tem so rimske sile v regiji zbrale vojsko, da bi pod vodstvom Manija Akvilija, ki je bil še vedno v Anatoliji, prisilile Mitridata k umiku. Mitridat je to silo premagal in nadaljeval svoj neovirani napredek po Anatoliji. Leta 88 pr. n. št. je Mitridat poleg zasedbe Kapadokije popolnoma nadzoroval rimske province Azijo in Kilikijo.
Spomladi 88 pr. n. št. so Mitridatove sile izvedle azijske večernice, ki so v teh provincah povzročile sistematično ubijanje rimskih in latinsko govorečih ljudi, da bi odstranile vse rimske vplive iz njegovih osvojenih dežel. Število žrtev teh pokolov je bilo ocenjeno na 80.000 ali več. Aristion, atenski filozof, je bil prvotno poslan k Mitridatu kot ambasador, vendar se je zbližal s kraljem in vstopil v njegovo službo. Leta 88 pr. n. št. je Mitridat poslal Aristiona nazaj v Atene, kjer je Aristion prepričal državljane, da se uprejo in ga razglasijo za tirana Aten. Mitridat je poslal tudi Arhelaja, enega od svojih generalov, z znatno pontsko silo, da bi pomagal Aristionu proti Rimljanom. Mesto se je uprlo rimski vladavini s podporo Mitridata, več drugih mest pa se je pridružilo Atenam. Aristion je poslal Apellikona iz Teosa s silo, da bi zasegel sveto zakladnico, shranjeno v Delosu, ki je bil še vedno zvest Rimu. Apellikon je opustošil otok Delos, ubil približno 100.000 njegovih prebivalcev, preden je zasužnjil vse, ki so ostali živi. Apellikon je zasegel bogastvo, shranjeno na otoku, zlasti sveto zakladnico Apolonovega templja, po kateri je bil otok znan, preden se je vrnil v Atene.
Sula je pristal v Epiru leta 87 pr. n. št., preden je odkorakal na Atene, ki so bile vodja upora v Grčiji. Poleti istega leta je oblegal Atene; obleganje je trajalo do začetka leta 86, ko so rimske sile prebile obrambo in zavzele Atene. Aristion in nekateri njegovi privrženci so se umaknili na Akropolo, kjer so jih Rimljani oblegali do pozne pomladi, nato pa je bil Aristion ubit.
Leta 86 pr. n. št. je bila rimska sila pod Lucijem Valerijem Flakom (konzul 86 pr. n. št.) poslana, da aretira Sulo in premaga Mitridata. Flak se je odločil, da se bo najprej spopadel z Mitridatom, preden se bo spopadel s Sulo in prečkal Helesponta na ozemlje, ki ga je zasedel Pont. Flaka je ubil upor znotraj njegovih sil, ki ga je vodil Gaj Flavij Fimbrija, ki je prevzel nadzor nad rimskimi silami. Flak je oblegal in zavzel mesto Pergamon, kjer je bil takrat Mitridat; vendar mu ni uspelo preprečiti Mitridatu, da bi pobegnil na varno po morju.
Arhelaj je pobegnil iz mesta s svojimi silami in se spopadel s Sulo v bitki pri Heroneji v osrednji Beociji. Mitridat je poslal še enega od svojih generalov, Taksila, z okrepitvami za Arhelaja. Pontske sile so bile številčnejše od rimskih; vendar so Rimljani zmagali v bitki, ujeli Taksila in prisilili Arhelaja, da je pobegnil s preživelimi v Halkido. Medtem je Arhelaj prejel okrepitve in se vrnil na celinsko Grčijo, kjer se je ponovno spopadel s Sulo leta 85 pr. n. št. v bitki pri Orhomenu. Arhelajeve sile so bile ponovno številčnejše od rimskih, vendar so rimske sile zmagale. Arhelaju je uspelo pobegniti z bojišča in se vrniti k Mitridatu. Mitridat ni sprožil nove invazije na Grčijo in je umaknil svoje sile nazaj v Anatolijo.
Kasneje leta 85 pr. n. št. sta se Mitridat in Arhelaj srečala s Sulo v Dardanih, da bi se pogovorila o mirovni pogodbi. Vojna se je končala z Dardansko pogodbo. Določala je, da se kraljestvi Bitinija in Kapadokija vrneta rimsko podprtim kraljem, vendar bo Mitridat obdržal svoje kraljestvo Pont. Po koncu vojne se je Sula hitro umaknil nazaj v Rim, saj se je boj za oblast razvijal v državljansko vojno med frakcijami znotraj senata.

### Druga
Druga mitridatska vojna (83–81 pr. n. št.) se je začela, ko so rimske sile napadle Pontsko kraljestvo, kar je ponovno zanetilo konflikt med Rimom in Mitridatom. To je končalo mir, ki ga je vzpostavila prejšnja Dardanska pogodba leta 85 pr. n. št., ki je končala prvo mitridatsko vojno tri leta prej. Rimske sile je poveljeval Lucij Licinij Murena, ki je služil kot Sulin legat in je bil nameščen v regiji, da bi nadzoroval njeno obrambo. Murena je ukazal napad na pontsko mesto Komana iz strahu, da Mitridat pripravlja ponovno invazijo na rimsko ozemlje, medtem ko je Mitridat zbiral sile za spopad z uporom krimskih plemen na severu.
Murena je po napadu na Komano s svojimi silami vkorakal v kraljestvo Pont, njegov napredek pa ni bil oviran s strani Mitridatovih sil. Mitridat je poslal veleposlanika k Mureni, da bi ustavil konflikt zaradi miru, vzpostavljenega z Dardansko pogodbo, Murena pa je odgovoril, da pogodbe ni, saj je Sula ni zapisal. Murena je leta 82 pr. n. št. oplenil pontske vasi, preden se je vrnil v Kapadokijo. Mitridat je nato poslal odposlance v rimski senat in jih prosil, naj odpokličejo rimske sile, ki so pustošile po njegovem ozemlju. Senat se je strinjal z Mitridatom in ukazal Mureni, naj se umakne in konča svoj napad na Pontsko kraljestvo; Murena je zavrnil in nadaljeval konflikt.
Mureno je kasneje leta 82 pr. n. št. srečala manjša pontska vojska, ki jo je vodil Gordij iz Kapadokije, eden od Mitridatovih generalov. Rimske in pontske sile so se srečale pri reki Halys, kjer so se spopadle v bitki pri Halysu.Med bitko so se številčno šibkejše pontske sile upirale močnejšim rimskim silam, dokler ni sam Mitridat prispel z okrepitvami in premagal Rimljane. Odločilna bitka je bila edini večji spopad med rimskimi in pontskimi silami v drugi mitridatski vojni.
Vojna se je končala, ko je Sula poslal odposlance Mureni, da bi končal konflikt, saj Mitridat ni prekršil pogodbe, ki sta jo sklenila leta prej. Mir je bil vzpostavljen med Pontom in Rimom do leta 81 pr. n. št., po čemer je bil Murena odpoklican iz Anatolije nazaj v Rim. Ta mir je trajal do leta 74 pr. n. št., ko je Mitridat napadel rimsko ozemlje v Mali Aziji, kar je sprožilo tretjo mitridatsko vojno.

### Tretja
Tretjo mitridatsko vojno (74–63 pr. n. št.). sta rimske sile vodila predvsem Lucius Licinius Lucullus (75–66 pr. n. št.) in nato Pompej Veliki (66–63 pr. n. št.). Več držav je bilo vključenih v vojno prek zavezništev na rimski in pontski strani, kot je Armensko kraljestvo na Mitridatovi strani. Vojna se je začela, ko je kralj Bitinije, zavezniške odvisne države Rima, umrl leta 74 pr. n. št. in v svoji oporoki zapustil svoje kraljestvo Rimu. Mitridat je sprožil invazijo, saj bi to pomenilo, da bi Rim pridobil še več vpliva v Mali Aziji. Mitridat je sprožil invazijo približno v času, ko je bil Kvint Sertorij, stari podpornik populistične frakcije Gaja Marija, ki je še vedno nasprotoval senatu, sredi velikega upora proti Rimu v Hispaniji.
Senat se je na Mitridatovo invazijo odzval tako, da je poslal konzula Lucija Licinija Lukula in Marka Avrelija Koto, Lukula v Kilikijo in Koto v Bitinijo. Lukulova sila bi napadla Pont po kopnem, medtem ko bi se Kotova sila spopadla s pontsko mornarico. Kotove sile so se spopadle z Mitridatovimi silami pri Halkedonu, kjer je bil Kota nameščen s svojo mornarico. Rimski branilci so iz svojih obrambnih položajev izpadli, da bi se borili proti pontski sili. Vendar je pontska vojska presegala rimsko, kar jih je prisililo k umiku v mesto, pri čemer je bilo ubitih vsaj 3.000 vojakov. Potem je Mitridat izvedel napad na pristanišče, uničil štiri ladje in zajel preostalih 60, več tisoč rimskih vojakov je umrlo v bojih, preden je Mitridat zapustil Halkedon. Kotova sila se je zmanjšala na delček nekdanje velikosti, kar je Mitridatu omogočilo, da je brez ovir zavzel bližnja mesta Nikejo, Lampsak, Nikomedijo in Apamejo )Frigija).
Mesto Kizik se je upiralo Mitridatovemu napredovanju, kar ga je prisililo, da ga je oblegal leta 73 pr. n. št. Mesto se je držalo, dokler ni prispel Lukul z okrepitvami, ki so obkolile pontsko vojsko. Mitridat je poslal oddelek z bolnimi in ranjenimi, vendar so jih Rimljani napadli v Bitki pri Rindaku. Mitridat je pozimi istega leta izmaknil in se odpravil proti Lampsaku; Lukul jih je zasledoval, kar je še dodatno zmanjšalo pontsko vojsko.
Pontsko mornarico, ki jo je vodil Marcus Marius, podpornik Sertorija in svetovalec Mitridata, je odplula v Egejsko morje. Lukul se je z mornarico spopadel na otoku blizu Lemnosa, kjer je bila utaborjena, uničil ali zajel 32 ladij in ujel Mariusa. Po spopadu z vojsko in mornarico sta Lukul in Kota načrtovala invazijo na Pont, da bi končala Mitridatovo grožnjo, vendar je Mitridat pred tem zavzel pomembno mesto Pontsko Heraklejo. Kota je bil zadolžen za ponovno zavzetje mesta, medtem ko bi Lukul korakal skozi galatsko višavje v Pont. Kota je začel obleganje Pontsko Heraklejo leta 73 pr. n. št.; trajalo je dve leti, dokler mesto ni padlo v roke Rimljanov leta 71 pr. n. št.
Leta 72 pr. n. št. je Lukul korakal skozi Galatijo v pontsko osrčje, ne da bi se boril z domačimi Galati (keltsko pleme), ki so rimski sili dovolili prehod, ne da bi se z njo spopadli. Lukul je svojo vojsko usmeril v plenjenje rodovitnih pontskih osrčij, s čimer je Mitridata prisilil, da je zbral vojsko 40.000 mož blizu Kabire, da bi se boril proti Lukulu. Lukul je zasedel staro utrdbo s pogledom na Kabiro, Mitridat je napadel rimski položaj, s čimer se je začela bitka pri Kabiri. Mitridatov začetni napad je spodletel, kar je Rimljanom omogočilo protinapad. Pontska vojska se je razbila in umaknila pred rimskim položajem. Mitridat je pobegnil proti vzhodu v Armenijo k svojemu zetu in zavezniku, kralju Tigranu II..
Ko je Mitridat pobegnil iz Ponta je Lukul izkoristil priložnost za zavarovanje kraljestva in poslal sile, da ga zasedejo. Lukul je vodil obleganje Amisa, ki se je upiral Rimljanom, preden je zavzel mesto. Po zavzetju Amisa je Lukul oblegal Sinope, glavno pristaniško mesto Ponta in ga po silovitem odporu zavzel. Lukul je ostal v Anatoliji, medtem ko se je Kota vrnil v Rim leta 70 pr. n. št.
Leta 69 pr. n. št. je Tigran spravil Armenijo v konflikt z Rimom, potem ko je zavrnil izročitev Mitridata, svojega tasta, Rimljanom; Lukul je naslednjo pomlad napadel Armenijo. Lukul je korakal na armensko prestolnico v Tigranocerti, kjer se je spopadel in uničil večjo armensko silo v kasnejši bitki pri Tigranocerti. Poleti 68 pr. n. št. je Lukul korakal na Artaksato in premagal še eno armensko silo v bitki pri Artaksati. Nato je oblegal mesto Nisibis, glavno utrdbo in zakladnico severne Mezopotamije. Mesto je padlo v roke Lukula do zime 68 pr. n. št.
Spomladi 67 pr. n. št., medtem ko je bil Lukul še v Nisibisu, se je Mitridat vrnil v Pont in se boril proti rimskim silam, ki so bile še vedno v regiji. Legat Gaj Valerij Triarij, ki je vodil čete za okrepitev Lukula pri obleganju Nisibisa, je prevzel poveljstvo rimskih sil v Pontu, da bi se boril proti nenadni vrnitvi Mitridata. Pontske in rimske sile so se spopadle v bitki pri Zeli, ki so jo Rimljani izgubili, utrpeli so 7.000 žrtev, 24 tribunov in 150 centurionov.3 Izguba je prisilila Rimljane, da so se umaknili iz Ponta, s čimer je Mitridat ponovno prevzel popoln nadzor nad svojim kraljestvom.
Pozimi leta 67 pr. n. št., medtem ko je še vedno oblegal Nisibis, se je Lucullus soočil z nemiri med svojimi vojaki po nenehnih bojih skozi celotno vojno. Lucullus je prepričal svoje čete, da ostanejo zveste, vendar se je strinjal, da se vrne v Malo Azijo in zaščiti le rimske province, namesto da bi napadel Pont ali Armenijo. Naslednje leto, 66 pr. n. št., je senat podelil Gneju Pompeju, enemu od vplivnih rimskih generalov, poveljstvo nad rimskimi silami na vzhodu, da bi končal vojno.
Pompej je svoje sile popeljal v Pont, kjer se je ob koncu leta spopadel z Mitridatom pri reki Likus v osrednjem Pontu. Pompej je premagal Mitridata, pri čemer je pontska stran utrpela vsaj 10.000 žrtev, Mitridat pa je pobegnil v Kolhido. Mitridat je naslednje leto, 65 pr. n. št., prečkal Črno morje v krimske dežele, ki jih je njegov najstarejši sin Mahares držal s podporo Rima. Potem ko je Mitridat pristal na Krimu, je Mahares umrl, kar je Mitridatu omogočilo, da je prevzel nadzor nad deželami od rimske podpore.
Po zmagi pri Likusu je Pompej vkorakal v Armenijo in se dogovoril s Tigranom, s čimer je Armenija postala zavezniška država Rima. Do leta 64 pr. n. št. je Pompej vzpostavil pomorsko blokado Bosporanskega Krima, da bi izčrpal Mitridata, preden je odkorakal na jug v Sirijo, kjer je Armenija imela ozemlja in zavzel pomembna mesta po regiji, kot je bila Antiohija. Leta 63 pr. n. št. je zavzel mesta kot je Damask, preden se je vmešal v državljansko vojno v Judeji, da bi jo vzpostavil kot odvisno državo pod Rimom.
Leta 63 pr. n. št. se je Mitridat umaknil v citadelo v Pantikapeju, kjer bi poskušal zbrati sile za boj proti Rimljanom. Potem, ko se je njegov sin, Farnak II. uprl proti njemu s podporo utrujenega prebivalstva, se je Mitridat ubil. Farnak je poslal očetovo truplo Pompeju, ki mu je podelil krimske dežele, ki jih je še vedno imel in ga tudi postavil kot rimskega zaveznika. Anatolske in sirske dežele, ki so bile zasedene, so bile vključene kot rimske province, medtem ko sta Armenija in Judeja postali zavezniški odvisni kraljestvi, zavezniški Rimu. Pompejevi uspehi v vojni so še pospešili njegovo politično kariero kot generala, saj mu je bil za njegova prizadevanja med vojno podeljen triumf v Rimu.
- Pohodi in bitke med mitridatskimi vojnami 89–62 pr. n. št.
- Leto 89 pr. n. št.
- Leto 88 pr. n. št.
- Leto 87-86 pr. n. št
- Leto 85 pr. n. št.
- Leto 74 pr. n. št.
- Leto 73-71 pr. n. št.
- Leto 70-69 pr. n. št.
- Leto 68 pr. n. št.
- Leto 67 pr. n. št.
- Leto 67 pr. n. št (piratske aktivnosti)
- Leto 66 pr. n. št.
- Leto 65 pr. n. št.
- Leto 64 pr. n. št.
- Leto 63 pr. n. št.
- Leto 62 pr. n. št.

## Klasične reference

### Diodor Sicilski
Dovolj del Diodorja Sicilskega je ohranjenih, da se lahko poveže povzetek mitridatskih vojn, pomešanih z državljanskimi vojnami, v fragmentih knjig 37–40.

### Velleius Paterculus
Kratek povzetek dogodkov mitridatskih vojn, začenši z azijskimi večernicami, skupaj z dogodki državljanskih vojn, je mogoče najti pri Velleiusu Paterculusu, knjiga II.

### Tit Livij
Ohranjena zgodovina Zgodovina Rima Tita Livija (59 pr. n. št. – 17 n. št.), ki je obsegala 142 knjig, napisanih med 27 in 9 pr. n. št., datiranih po notranjih dogodkih: omenja cesarja Avgusta, ki ni prejel naslova do 27 pr. n. št. in zadnji omenjeni dogodek je smrt Druza, 9 pr. n. št. Livij je bil tesen prijatelj Avgusta, kateremu je po delih bral svoje delo, kar pomeni, da je imel dostop do zapisov in spisov v Rimu. Delal je predvsem v osami v Neaplju. Livij se je rodil nekaj let po zadnji mitridatski vojni in odraščal v pozni republiki. Njegova lokacija v Padovi ga je obdržala izven državljanskih vojn. V veliko mesto je šel morda, da bi delal na svojem projektu. Njegova narava je takoj vzbudila zanimanje cesarja (imel je oči in ušesa povsod), ki je poudaril, da je Oktavijan, ne Avgust, v krogu svojih prijateljev (pogosto je dolžnost smatral za dolgočasno in izčrpavajočo). Livij je bil torej le eno generacijo oddaljen od mitridatskih vojn, pisal je v najugodnejšem okolju pod najboljšimi okoliščinami.
Preživelo je le 35 od 142 knjig. Livij ni uporabljal naslovov ali imen obdobij. On ali nekdo blizu njega je napisal povzetke ali Periochae vsebine vsake knjige. Knjige 1–140 jih imajo. Njihovo preživetje je nedvomno mogoče pripisati njihovi uporabi kot mali Livij, saj se je celotno delo izkazalo za preveč dolgo za katerega koli prepisovalca. Dogodki mitridatskih vojn so preživeli le v Periochae.
Izraz mitridatska vojna se v Liviju pojavi le enkrat, v Periochi 100. Tretja mitridatska vojna je potekala tako slabo, da so se senatorji obeh strank združili, da bi sprejeli Lex Manilio, ki je po plemenski skupščini odvzela poveljstvo nad vzhodom Lukulu in drugim ter ga namesto tega dala Pompeju. Besede Periochae so C. Manilius tribunus plebis magna indignatione nobilitatis legem tulit, ut Pompeio Mithridaticum bellum mandaretur, »Gaj Manilij, tribun ljudstva, je kljub veliki ogorčenosti plemstva sprejel zakon, da se mitridatska vojna dodeli Pompeju«. Plemstvo je senat, ki je običajno imel privilegij mandatov. Obstaja možna besedna igra na 'velik', saj je Pompej prejel naslov Veliki v službi Sule, prvotnega prejemnika mandata. Sula je bil mrtev; Lukul je imel mandat namesto njega. To je poseg tribuna v pravne zadeve senata. Zdaj je bila ogorčenost velika.
Mitridatska vojna ni le opisni izraz zgodovinarjev; je ime mandata. Kot tak se je začela z napovedjo vojne s strani senata leta 88 pr. n. št. po azijskih večernicah (sodoben izraz), casus belli. Mandati so bili dodeljeni konzulom, ki so jih, kot že ime pove, morali izvesti pod kaznijo smrti za zavrnitev ali neuspeh. Podobno je lahko le senat razglasil prekinitev mandata, zato Livij ne govori o treh mitridatskih vojnah. Sula je dosegel dogovor z Mitridatom, vendar ga senat nikoli ni sprejel. Začasni mir ni bil nikoli nič več kot džentlmenski dogovor. Naveličana te politične igre je ad hoc mirovna stranka zaobšla senat, ne le da je preprečila mandat, ampak je Pompeju dala tudi moč, da ga sam razglasi za končanega. Končal pa se je s smrtjo Mitridata leta 63 pr. n. št., ko je bila misija končana.

### Florus
Florus piše najkrajše povzetke mitridatske vojne.

### Apijan
Apijan iz Aleksandrije (ok. 95 – ok. 165 n. št.) prav tako obravnava mitridatske vojne v poglavju Tuja vojna v svoji Rimski zgodovini. Njegov opis ponuja najpodrobnejši vpogled v vse tri konflikte.

## Sodobne reference

### Grški monumentalni napisi
Nekateri monumentalni napisi iz tistega časa v Grčiji osvetljujejo rimsko poveljniško strukturo med prvo mitridatsko vojno.

### Klasični
- Appian (1995).  Lendering, Jona (ur.). Appian, The Mithridatic Wars. Prevod: White, Horace. Livius.org. Arhivirano iz prvotnega spletišča dne 16. novembra 2015. Pridobljeno 26. marca 2020.
- Appian (2005), History of Rome: The Mithridatic Wars, translation by Horace White and Jona Lendering, Livius.org
- Florus (2018).  Thayer, William (ur.). Florus: Epitome of Roman History. Prevod: Forster, E. S. penelope.uchicago.edu.
- Livy (2014). The History of Rome. Prevod: Baker, George. University of Adelaide. Arhivirano iz prvotnega spletišča dne 19. aprila 2019. Pridobljeno 2. februarja 2018.
- Lucius Annaeus Florus (1929), Epitome of Roman History, translation by E. S. Forster, Cambridge, Mass., Harvard University Press
- Plutarch (2012).  Thayer, William (ur.). The Life of Sulla. Prevod: Perrin, Bernadotte. penelope.uchicago.edu.
- Plutarch (1886), Life of Lucius Cornelius Sulla, translation by Hubert A. Holden, Cambridge, England, Cambridge University Press
- Plutarch (1917), Plutarch's Lives, translation by Bernadotte Perrin, Cambridge, Mass., Harvard University Press
- Velleius (2018).  Thayer, William (ur.). Velleius Paterculus: The Roman History. Prevod: Shipley, Frederick W. penelope.uchicago.edu.